# 增菘瑋
增 菘瑋（ゼン・スンウェイ、1984年12月28日 - ）は、台湾の台東県出身の元プロ野球選手（投手）。右投右打。ニックネームは「牧師」。

## 経歴

### プロ入り前
国立台湾体育学院在学中の2006年に第1回ワールド・ベースボール・クラシックのチャイニーズタイペイ代表に選出された。11月から12月にかけて開催されたドーハアジア競技大会の野球チャイニーズタイペイ代表に選出された。同大会では優勝を果たした。

### プロ入りとインディアンス傘下時代
2007年にクリーブランド・インディアンスとマイナー契約を結んだ。
2009年開幕前の3月に開催された第2回WBCのチャイニーズタイペイ代表に選出され、2大会連続2度目の選出を果たした。同大会では第2戦の対中国戦で、4回途中3失点と崩れた林岳平の後を2番手として登板し、2イニングを被安打2、4奪三振と好投したが打線が点を取れずにチームは1次リーグ敗退となった。

### エレファンツ時代
2011年から、中華職業棒球大聯盟の兄弟エレファンツに所属する。
2012年9月21日に第3回WBC予選のチャイニーズタイペイ代表が発表され。11月には第3回WBC予選前にキューバ代表との国際親善試合である「サンダーシリーズ」のチャイニーズタイペイ代表に選出された。
2015年オフに中信兄弟から戦力外通告を受けた。

### ガーディアンズ時代
2017年に富邦ガーディアンズに入団し、12月28日に今季限りでの現役引退を発表した。

## プレースタイル
最速156km/hのストレートにスプリット、スライダー、シンカー、カーブを武器とする。制球力が課題であったが、2012年は制球力が大幅に向上した。後にイップスのせいで制球が酷くなり戦力外通告を受けたが、1年のブランクを経て富邦ガーディアンズに入団してからは嘘のように制球力を取り戻した。

## 詳細情報

### 年度別投手成績
| 年 度     | 球 団     | 登 板 | 先 発 | 完 投 | 完 封 | 無 四 球 | 勝 利 | 敗 戦 | セ 丨 ブ | ホ 丨 ル ド | 勝 率 | 打 者 | 投 球 回 | 被 安 打 | 被 本 塁 打 | 与 四 球 | 敬 遠 | 与 死 球 | 奪 三 振 | 暴 投 | ボ 丨 ク | 失 点 | 自 責 点 | 防 御 率 | W H I P |
| --------- | --------- | ----- | ----- | ----- | ----- | -------- | ----- | ----- | -------- | ----------- | ----- | ----- | -------- | -------- | ----------- | -------- | ----- | -------- | -------- | ----- | -------- | ----- | -------- | -------- | ------- |
| 2011      | 兄弟      | 7     | 3     | 0     | 0     | 0        | 0     | 1     | 0        | 0           | .000  | 83    | 16.2     | 21       | 1           | 17       | 0     | 3        | 4        | 2     | 0        | 13    | 12       | 6.48     | 2.28    |
| 2012      | 兄弟      | 15    | 14    | 0     | 0     | 0        | 5     | 4     | 0        | 0           | .556  | 357   | 84.1     | 102      | 6           | 15       | 0     | 4        | 39       | 2     | 0        | 39    | 34       | 3.63     | 1.39    |
| 2013      | 兄弟      | 28    | 27    | 2     | 0     | 1        | 10    | 10    | 0        | 0           | .500  | 658   | 152.0    | 170      | 8           | 49       | 0     | 2        | 54       | 8     | 0        | 77    | 65       | 3.85     | 1.44    |
| 2014      | 兄弟      | 7     | 6     | 0     | 0     | 0        | 0     | 3     | 0        | 0           | .000  | 121   | 23.0     | 37       | 1           | 15       | 0     | 1        | 6        | 8     | 0        | 27    | 20       | 7.83     | 2.26    |
| 通算：4年 | 通算：4年 | 57    | 50    | 2     | 0     | 1        | 15    | 18    | 0        | 0           | .455  | 1219  | 276.0    | 330      | 16          | 96       | 0     | 10       | 103      | 20    | 0        | 156   | 131      | 4.27     | 1.54    |

- 2016年度シーズン終了時

### 背番号
- 42 （2011年 - 2015年）
- 8 （2017年）

### 代表歴
- 2006 ワールド・ベースボール・クラシック・チャイニーズタイペイ代表
- 2006年アジア競技大会野球チャイニーズタイペイ代表
- 2009 ワールド・ベースボール・クラシック・チャイニーズタイペイ代表
- 2013 ワールド・ベースボール・クラシック・チャイニーズタイペイ代表